# Sphenacodontia
Sphénacodontes
Ne doit pas être confondu avec Sphenacodontidae ou Sphenacodontoidea.
Clade
Les sphénacodontes (Sphenacodontia) forment un clade de synapsides eupélycosauriens qui apparaissent pour la première fois à la fin du Pennsylvanien (Carbonifère supérieur). Ce groupe inclut à la fois des formes basales, parmi lesquelles on compte principalement la famille des sphénacodontidés ainsi leur groupe-frère, les thérapsides, qui donneront plus tard naissance aux mammifères.

## Historique
Le taxon Sphenacodontia a été créé par le paléontologue américain Alfred Romer et son collègue brésilien Llewellyn Ivor Price en 1940. Il a été précisé par Amson et Laurin en 2011 comme « le plus grand clade qui comprend les genres Haptodus et Sphenacodon, mais pas Edaphosaurus pogonias ».

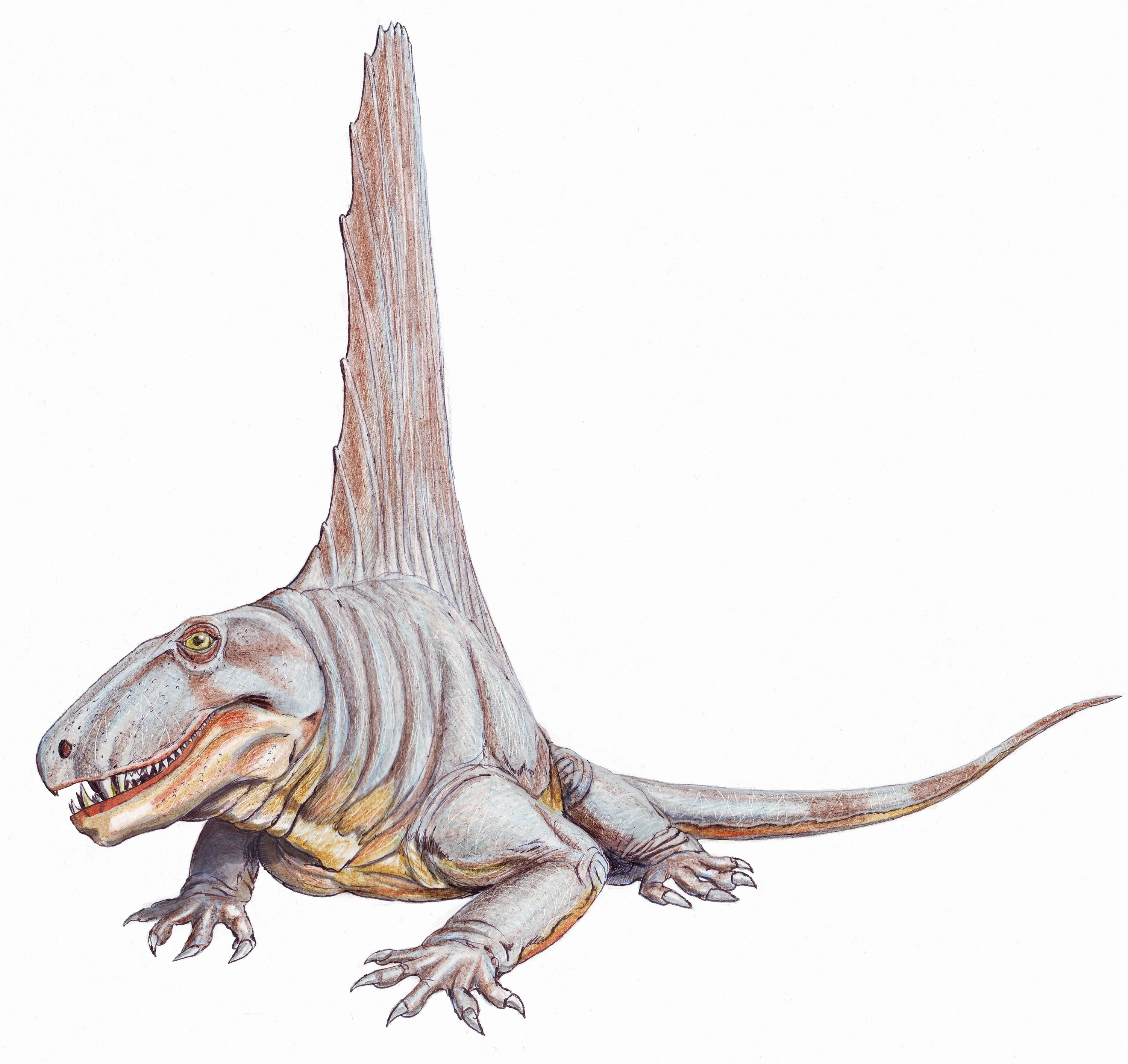
Vue d'artiste de Dimetrodon angelensis, un Sphenacodontidae

## Description
Les sphénacodontes sont le groupe de synapsides le plus dérivé. Leurs caractéristiques comprennent un épaississement du maxillaire, visible sur la surface interne, au-dessus des grandes dents de devant (canines), et des alvéoles plus profondes pour les dents du prémaxillaire. Tous les autres groupes de synapsides, plus archaïques, ont des dents insérées dans des alvéoles peu profondes.

## Histoire évolutive
Les sphénacodontes basaux constituent une série évolutive transitionnelle des premiers eupélycosaures vers les thérapsides (qui à leur tour donneront bien plus tard naissance aux mammifères). On pourrait dire que sont des « proto-thérapsides ».

## Taxons inférieurs
Sphenacodontia :
- † Haptodontidae
  - † Haptodus
  - † Hypselohaptodus
- Pantherapsida Spindler, 2016[3]
  - † Tetraceratops
  - † Palaeohatteriidae
  - Sphenacodontoidea
    - † Sphenacodontidae
    - Therapsida
      - dont Mammalia (uniques représentants actuels)